# Казолани, Алессандро
Алессандро Казолани, известный по прозванию Алессандро делла Торре (итал. Alessandro Casolani, Alessandro della Torre; 1552, Менсано, Тоскана — 1607, Сиена, Тоскана) — живописец итальянского маньеризма сиенской школы.

## Биография
Художник родился в деревушке Менсано (в настоящее время в коммуне Казоле-д’Эльса, в Тоскане, провинция Сиена). Он был типичным представителем академического маньеризма конца XVI века, учеником Вентуры Салимбени и Кристофоро Ронкалли, на которого оказали влияние Бароччи и Паоло Веронезе.
Помимо Сиены, Казолани работал в Генуе, Неаполе и Пизе, но следов этой деятельности сохранилось мало. Около 1600 года он переехал в Павию, где расписал фресками купол и свод сакристии в Чертозе, а также капеллы Боттиджеллы в церкви Сан-Томмазо.
Однако его самые значительные работы находятся в Сиене: фрески с аллегорическими фигурами в Торре-дель-Манджа, «Рождество Девы Марии» в церкви Сан-Доменико, Рождественский вертеп в Базилике деи Серви, «Мученичество Святого Варфоломея» (1604) для церкви Сан-Никколо-дель-Кармине.
У Алессандро Казолани было два сына: Иларио и Кристофоро, оба художники. Среди других учеников Казолани — Бернардино Капителли, Себастьяно Фолли и Джованни Биливерти. В мастерской Казолани в Сиене работал живописец Винченцо Рустичи с сыном Франческо.

## Галерея

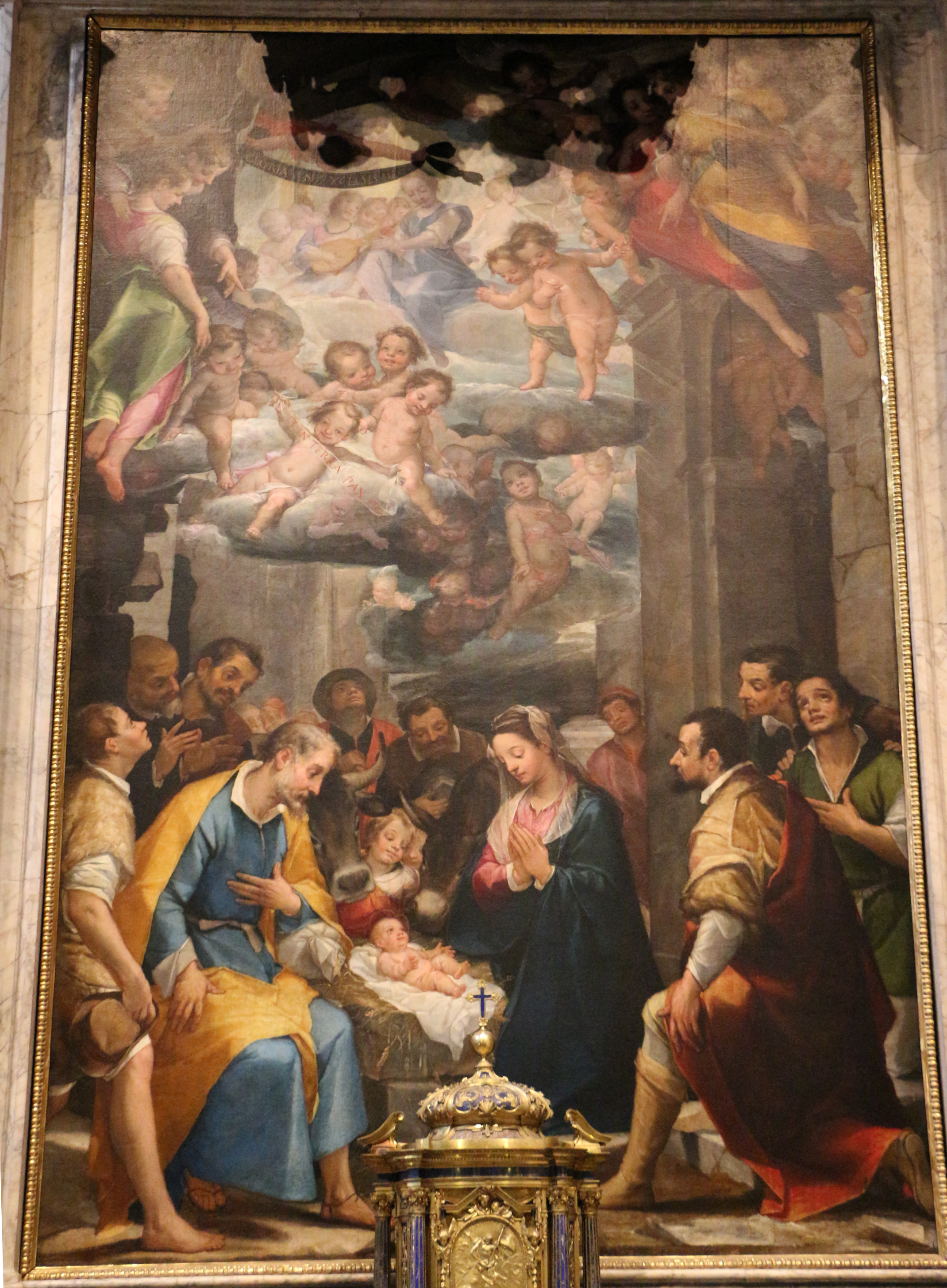
Поклонение пастухов. 1594-1596. Холст, масло. Капелла Святых тайн, Сиенский собор
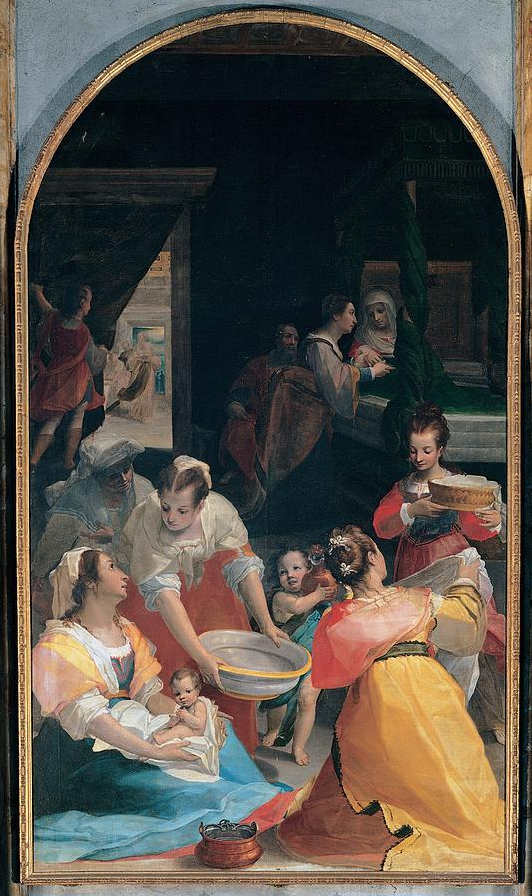
Рождество Девы Марии. 1585. Холст, масло. Церковь Сан-Доменико, Сиена
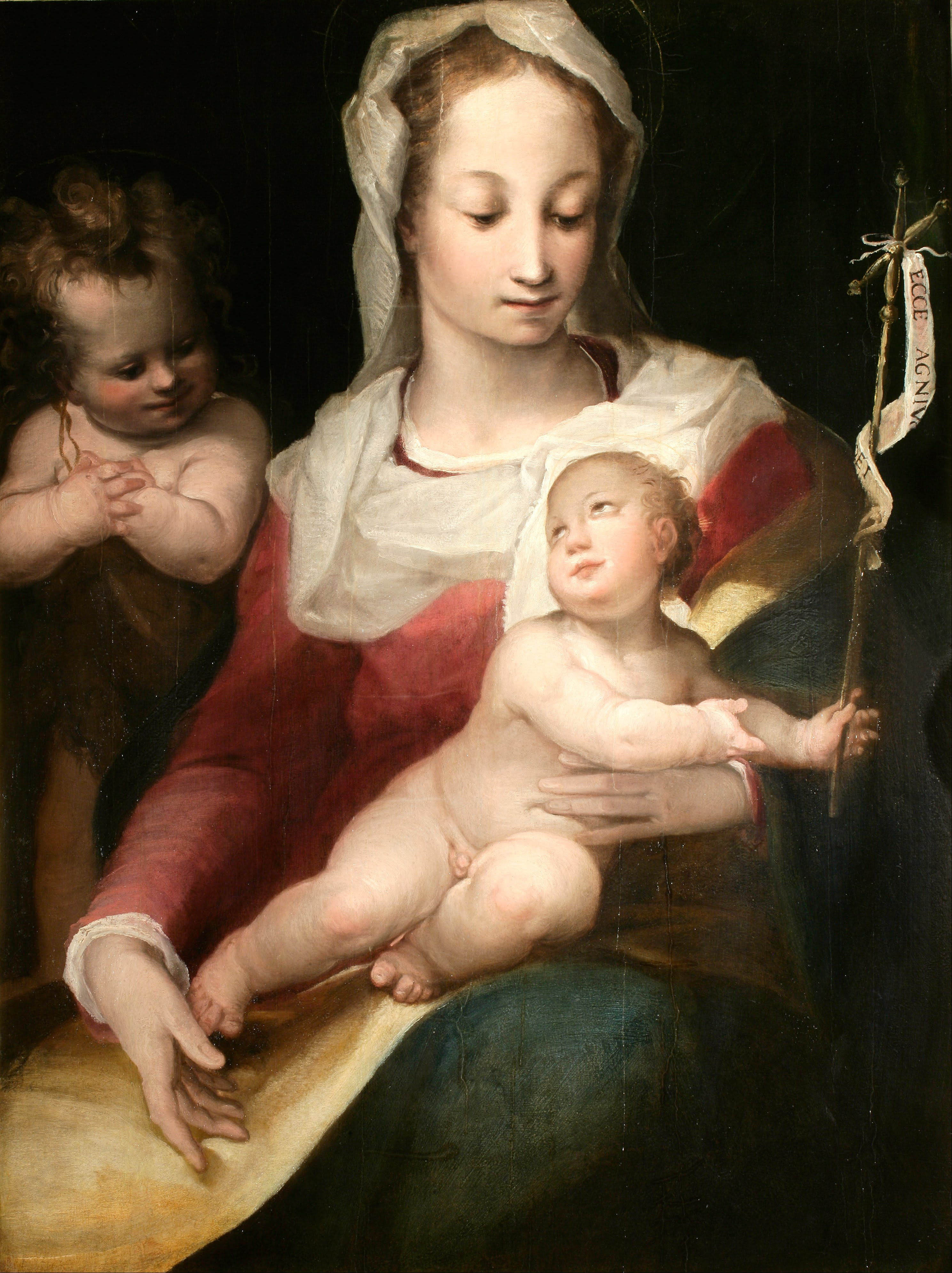
Мадонна с младенцами Иисусом и Иоанном Крестителем. Между 1570 и 1590. Холст, масло. Фонд Сиенских музеев
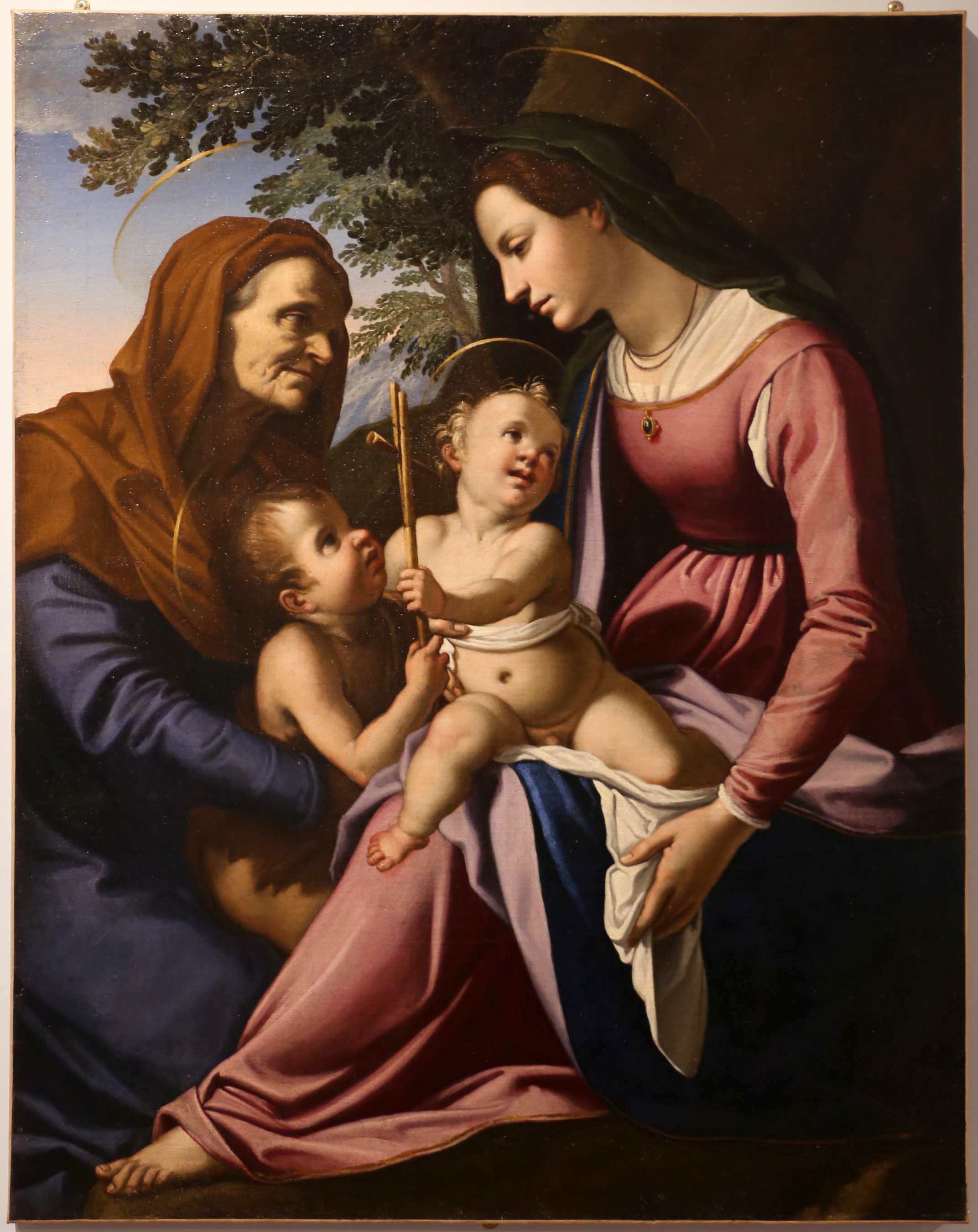
Мадонна с Младенцем и святыми Елизаветой и Иоанном Крестителем. Холст, масло. Музей Беато Анджелико, Виккьо, Тоскана
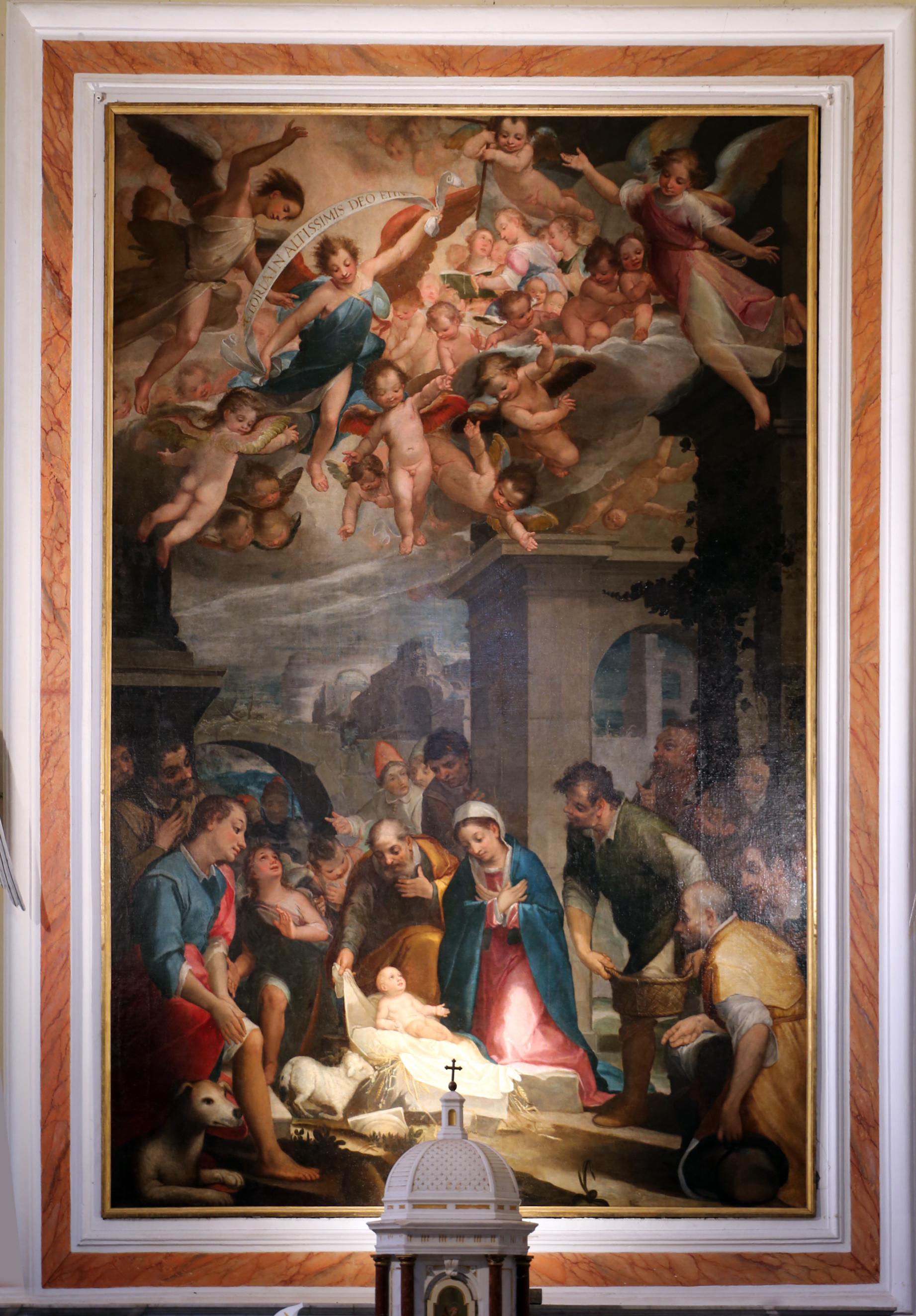
Рождество и поклонение пастухов. 1591. Холст, масло. Церковь святых Симоне и Гвидо. Радикондоли, Тоскана
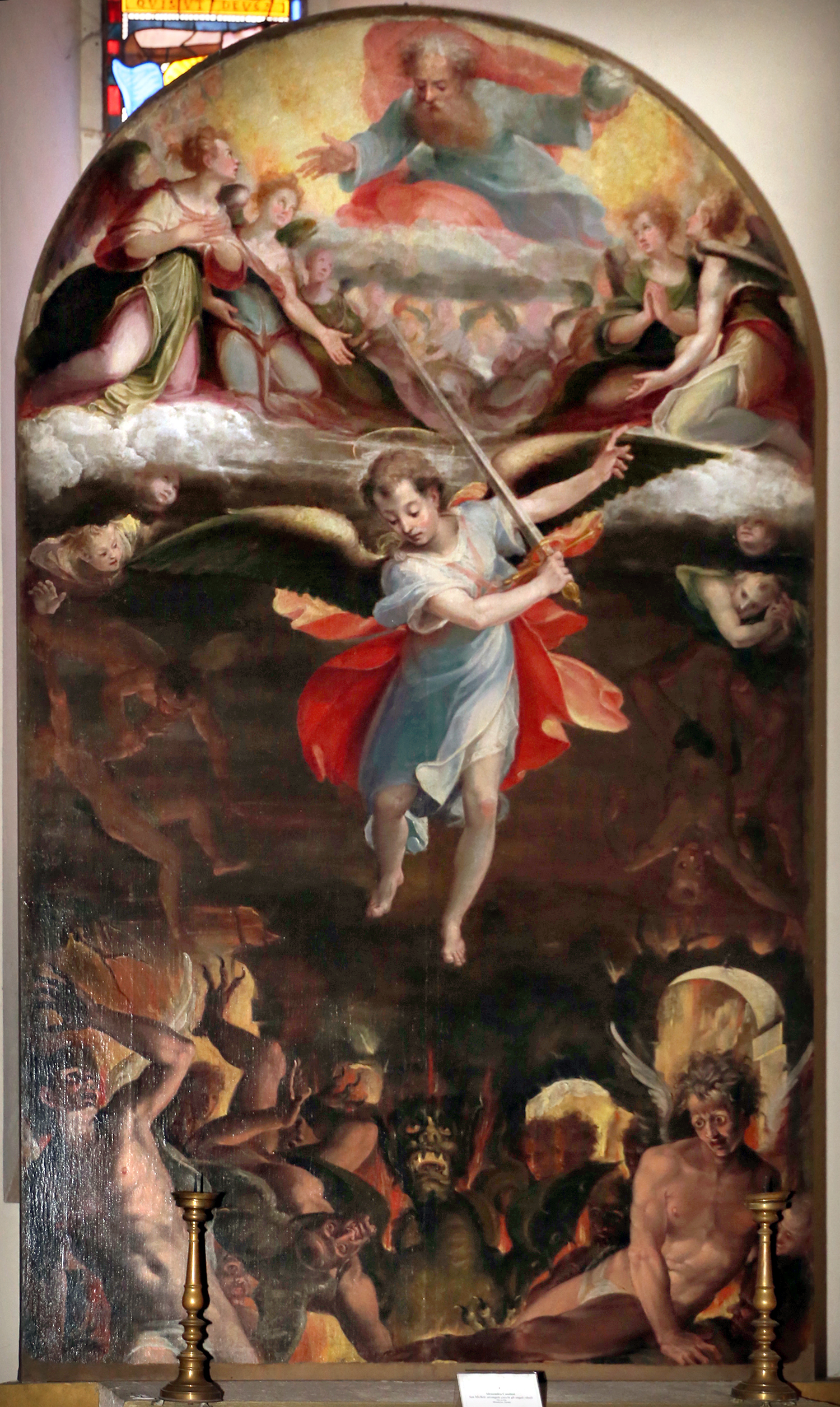
Архангел Михаил прогоняет мятежных ангелов. Церковь Санта-Мария-Ассунта в Казоле-д’Эльса, Тоскана